# Raffaele Sabato

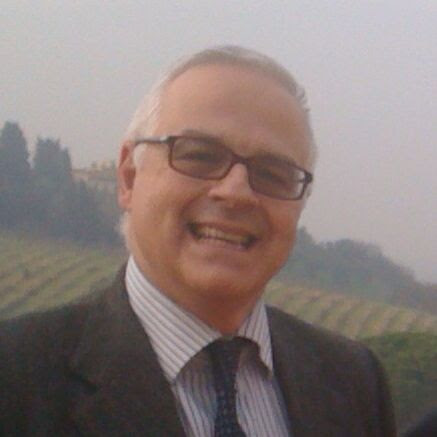
Raffaele Sabato

Raffaele Sabato (* 1. Oktober 1960 in Castellammare di Stabia) ist ein italienischer Jurist und Richter am Europäischen Gerichtshof für Menschenrechte.

## Leben und Wirken
Sabato studierte Rechtswissenschaften an der Universität Neapel, wo er 1983 seinen Abschluss machte. 1985 wurde er zur italienischen Rechtsanwaltskammer zugelassen. Im Rahmen eines postgradualen Auslandsstudium erwarb er 1987 an der University of Texas at Austin den Master of Comparative Jurisprudence. 1988 schloss er an der Universität Macerata auch noch in Politikwissenschaften ab und erwarb 1991 an der Universität Neapel noch einen Abschluss in Handelsrecht. Ab 1991 war Sabato als Richter am Gerichtshof von Neapel tätig. Als solcher nahm er an einigen internationalen Kooperationsprojekten teil und wurde 2000 zunächst Mitglied, 2004 Vizepräsident und 2006 schließlich Präsident des Beirats europäischer Richterinnen und Richter (Consultative Council of European Judges, CCJE). Von 2012 bis 2019 war er Mitglied des European Law Institute. 2012 wurde er Richter am Corte Suprema di Cassazione, dem obersten ordentlichen Gerichtshof Italiens. Seit 2013 fungiert er als Verbindungsmann zwischen der italienischen Richterschaft und der EU-Kommission.
Im Januar 2019 wurde Sabato als Nachfolger von Guido Raimondi als Vertreter Italiens zum Richter am Europäischen Gerichtshof für Menschenrechte gewählt. Er trat seine voraussichtlich bis 2028 dauernde Amtszeit am 5. Mai 2019 an.